# 达米安牧师
路易斯·马丁内斯 （1982 年 9 月 26 日出生）是一名美国职业摔跤手。他目前已签约WWE ，以达米安牧师（Damian Priest） 的擂台名在Raw品牌上演出。他是“审判日”组合的成员，也是现任世界重量级拳王，这是他首次担任该组合拳王。
他还因在荣耀擂台摔跤（Ring of Honor） 中以惩罚马丁内斯（Punishment Martinez）的擂台名参赛而闻名，他曾是ROH 世界电视冠军。 他还通过 ROH 与新日本职业摔跤（NJPW）的关系在日本开展工作。马丁内斯于 2018 年加入 WWE，并以现在的擂台名开始其发展品牌NXT ，并曾夺得一次NXT 北美冠军。 2021 年，他转入 WWE 的主力阵容，此后曾一次赢得WWE 美国冠军赛、 2023 年男子合约大战冠军，并且是四届双打冠军，与同为审判日队友芬恩·巴洛尔 (Finn Bálor)在无可争议的 WWE 双打冠军旗帜下分别两次获得Raw和SmackDown 双打冠军，是唯一一对做到这一点的双打组合。

## 早期生活
马丁内斯在纽约市出生，父母是新波多黎各人，但他在波多黎各的多拉多长大。在那里，他第一次在电视上看到世界摔跤委员会，从那时起，他就对成为一名职业摔跤手产生了兴趣。 他从身为武术家的父亲那里学习了刚柔流空手道。在赢得两次全国全接触式武术冠军后，马丁内斯决定开始职业摔跤生涯。 当他回到纽约时，西班牙语仍然是他的第一语言，他经历了一段文化适应期。他十岁时回国，主要住在布朗克斯。

## 职业摔跤生涯

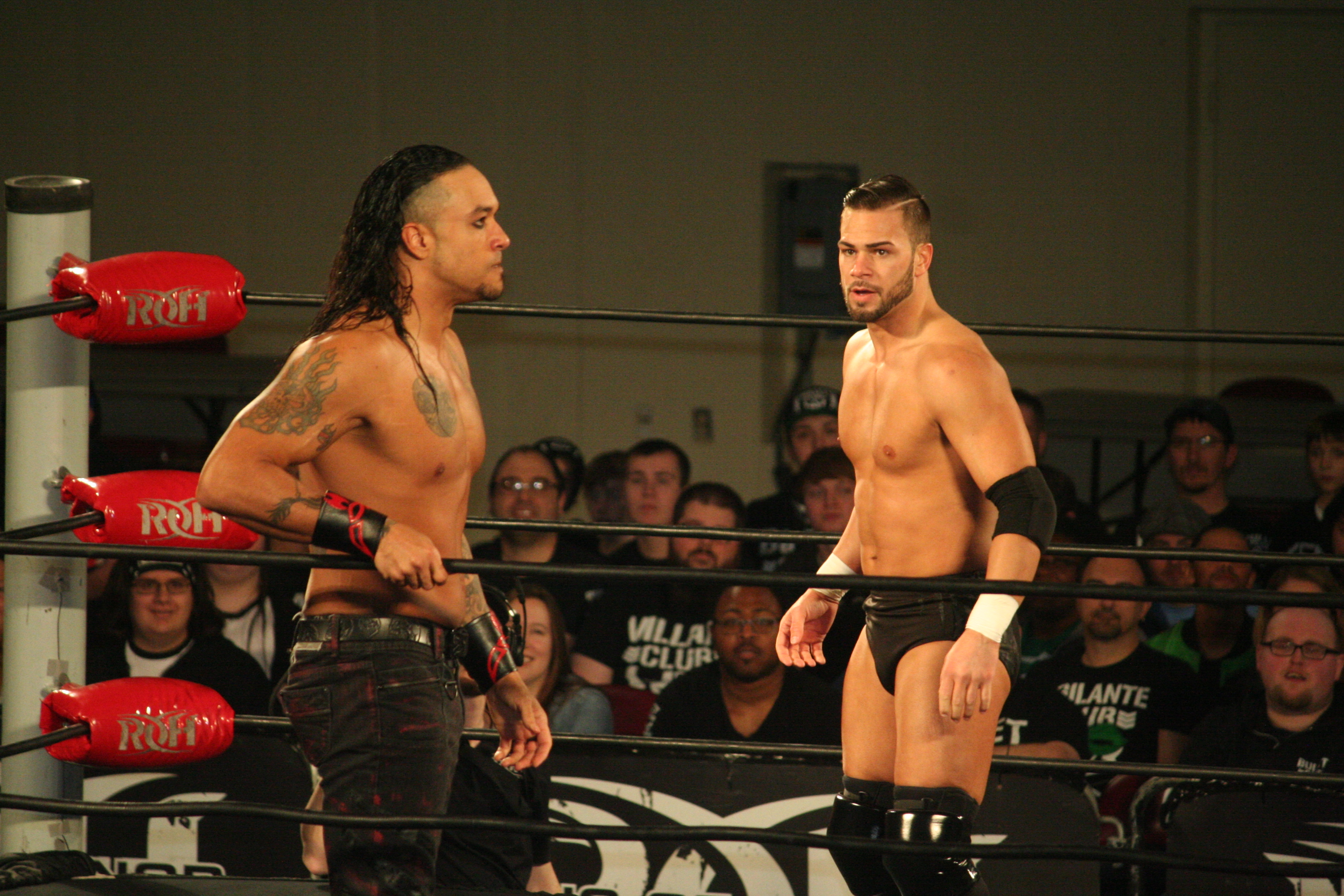
马丁内斯（左）在 2018 年 2 月对阵Flip Gordon 的比赛中

2015 年，他首次以真名路易斯·马丁内斯 (Luis Martínez)的身份出现在ROH节目中，参加了两场暗黑比赛，第一场输给了雷特•提图斯（The Romantic Touch），第二场与沙希姆·阿里 (Shaheem Ali) 联手击败了 Hellcat 和 Mattick。 
马丁内斯在ROH 顶级新秀锦标赛中以“惩罚者马丁内斯”的身份重返赛场，并在第一轮击败了科尔比科里诺。 马丁内斯在半决赛中输给了里奥·拉什；然而，尽管输了，马丁内斯还是与ROH签订了合同。当他与BJ Whitmer和Kevin Sullivan结盟时，他成为恶棍（villain），与他们的对手Steve Corino竞争。 2016 年 9 月 16 日，马丁内斯参加了2016 年荣誉大战，他的表现令人印象深刻，但最终被淘汰。  11月初，他参加了2016年适者生存大赛，并最终在最后的六人大混战比赛中被淘汰。马丁内斯和惠特默随后与前ROH 世界双打冠军，战争机器(汉森和雷蒙德·罗威) 发生了短暂的争斗，先是将他们打成平手，然后在一场不计后果的比赛中击败了他们。 
通过 ROH 与新日本职业摔跤（NJPW）的合作关系，马丁内斯出席了为期两天的“荣誉崛起：日本2017”活动。第一晚，马丁内斯与日本无政府主义成员高桥宏梦 (Hiromu Takahashi)和内藤哲也 (Tetsuya Naito)组队击败了道尔顿·卡斯尔 (Dalton Castle) 、棚桥宏志 (Hiroshi Tanahashi)和田口龙介(Ryusuke Taguchi) ，最终马丁内斯为团队赢得了胜利。第二天晚上，马丁内斯向后藤宏树发起了NEVER 无级别冠军挑战，但未获成功。    他以达米安·马丁内斯 (Damian Martinez)的名字重返 ROH，参加曼哈顿混乱大逃杀 (Manhattan Mayhem Battle Royal)，争夺ROH世界锦标赛的头号竞争者资格，但未能成功。马丁内斯还参加了ROH 世界电视锦标赛第一名争夺者的混战，但也输了。  2 月 11 日，马丁内斯和BJ 惠特默击败了战争机器，但在比赛结束后，马丁内斯却用“天堂之南”终结技攻击惠特默。
2018 年 6 月 16 日，马丁内斯在德克萨斯州达拉斯举行的 ROH 赛事“State of the Art”第二晚中击败西拉斯杨，夺得世界电视冠军，赢得了他的第一个 ROH 冠军。马丁内斯在当晚早些时候的六人试炼场比赛中击败了芝士汉堡，从而获得了参加上述锦标赛的资格。 马丁内斯在 2018 年世界最佳赛事中与“绞刑师”亚当·佩奇在巴尔的摩街头格斗中再次成功卫冕冠军头衔。 在《Death Before Dishonor XVI》中，他成功击败克里斯·萨宾 (Chris Sabin) ，卫冕成功。比赛结束后，他袭击了萨宾，直到杰夫·科布将其扑救。  9 月 29 日，他与 Ring of Honor 的合同到期，他选择退出合同报价。在马丁内斯为该赛事所做的最后一次亮相中，他在电视冠军争夺战中败给了科布。 

### 世界摔角联盟
在与 WWE 签约之前，马丁内斯曾在2014 年的 Money in the Bank 节目中亮相，扮演一名站在斯蒂芬妮·麦克马洪身后与贝拉双胞胎对峙的保安。 
2018 年 10 月 12 日，据报道马丁内斯已与WWE签约；六天后，他与其他新成员一起正式加入NXT品牌。 在 12 月 5 日的NXT录制中，他首次以反派角色亮相，输给了马特·里德尔 (Matt Riddle) 。  2019 年 4 月 15 日，据报道马丁内斯将更名为“达米安·普里斯特”， 尽管他在室内演出中仍使用“惩罚马丁内斯”这个名字。 短片很快开始播出，马丁内斯再次扮演达米安·普里斯特 (Damian Priest)。 在 2019 年 6 月 19 日的NXT节目中，他以该角色首次亮相，击败了劳尔·门多萨 (Raul Mendoza) 。 在 7 月 24 日的NXT节目中，他在第二次亮相中击败了基思·李。 
在 10 月 2 日的NXT节目中，Priest 与Pete Dunne和Killian Dain展开了争斗， 最终在 11 月 23 日的NXT TakeOver：WarGames中进行了三重威胁赛，以争夺NXT 冠军的头号争夺者地位，最终 Dunne 获得了胜利。 第二天，普里斯特还参加了 5 对 5幸存者系列付费比赛，代表 NXT 队参加比赛，但输给了 SmackDown 队和 Raw 队，并被兰迪·奥顿淘汰。  2020 年 1 月，Priest 与 Keith Lee 和Dominik Dijakovic一起参与了围绕NXT 北美锦标赛的故事情节。普里斯特原本有机会在 4 月 1 日与李小龙和迪亚科维奇争夺冠军 ，并在 4 月 22 日与李小龙进行单打比赛，但两次都输了。  
在 4 月 22 日的NXT节目中，芬恩·巴洛尔在后台遭到一名身份不明的袭击者袭击。 在 5 月 13 日的NXT节目中，Priest 被揭露为未知攻击者 ，最终两人于 6 月 7 日在TakeOver：In Your House中展开了一场比赛，最终 Priest 输给了 Bálor。 尽管输掉了比赛，他的表现还是受到了Triple H的高度评价， 而在NXT 6 月 10 日的节目中，他在后台称赞了巴洛尔，并转过脸去。 
在 8 月 5 日的NXT节目中，Priest 击败了Oney Lorcan和Ridge Holland ，获得了 8 月 22 日在NXT TakeOver：XXX举行的NXT 北美冠军赛阶梯赛的参赛资格在比赛中，普里斯特赢得了冠军，赢得了他在 WWE 的第一个冠军。 他在 9 月 16 日的NXT节目中首次卫冕，击败了蒂莫西·撒切尔。 接下来的一周，NXT 总经理威廉·雷加尔宣布普里斯特将于 10 月 4 日在NXT TakeOver 31中与约翰尼·加尔加诺对决， 最终他成功卫冕。 然而，10 月 28 日，普里斯特在万圣节大混乱 (Halloween Havoc)的魔鬼游乐场 (Devil's Playground) 比赛中输给了加尔加诺 (Gargano)，结束了他 65 天的冠军统治。 
在NXT 11 月 11 日播出的节目中，在 Gargano 与Leon Ruff 的冠军争夺战中，Priest 分散了 Gargano 的注意力，导致 Gargano 输给了 Ruff 的冠军头衔。 接下来的一周，由于普里斯特在比赛中殴打了拉夫，导致加尔加诺未能赢得冠军，拉夫因被取消资格而保住了对加尔加诺的冠军头衔。 这场比赛很快就演变成了 NXT 北美锦标赛的三重威胁赛，比赛于 12 月 6 日在NXT TakeOver：WarGames举行。比赛中，普里斯特遭到了一个蒙面人物及其团伙的袭击，这个人物之前在万圣节大混乱中袭击过他，后来被揭露是奥斯汀·理论 (Austin Theory) ；结果，普里斯特输掉了比赛，加尔加诺压制了拉夫，赢得了冠军。 
在 12 月 9 日的NXT节目中，Priest 期待着对 Theory 进行复仇，但却遭到了回来的Karrion Kross从背后发起凶猛攻击。 接下来的一周，克罗斯向普里斯特发起了挑战，要求在新年邪恶大赛上进行一场比赛，普里斯特接受了挑战。 在 1 月 6 日的新年邪恶大赛上，Priest 在 NXT 的最后一场比赛中输给了 Kross。 

#### 美国冠军（2021–2022）
在 2021 年 1 月 31 日的皇家大战付费观看节目中，Priest 以第 14 名的成绩进入比赛，淘汰了John Morrison 、 The Miz 、 Elias和Kane ，最后被Bobby Lashley淘汰。 一天后，Priest 在Miz TV节目中由Bad Bunny介绍，并在当晚击败了 Miz，从而在Raw上首次亮相。 在 2 月 15 日的Raw节目中，Priest 击倒了 Akira Tozawa，帮助 Bad Bunny 赢得了24/7 冠军，而Akira Tozawa刚刚压制了R-Truth 。 在接下来的几周里，Priest 开始了连胜，击败了 Angel Garza、  Elias 、 和Jaxson Ryker等人。 在 4 月 5 日的Raw节目中，Priest 和 Bad Bunny 向John Morrison 和 Miz发起挑战，要求在第 37 届摔跤狂热大赛上进行双打比赛，他们接受了挑战。 在 4 月 10 日活动的第一晚，Priest 和 Bad Bunny 击败了 The Miz 和 Morrison。 在摔跤狂热赛后的Raw节目中，米兹 (The Miz) 和莫里森 (Morrison) 向达米安·普里斯特 (Damian Priest) 发起了一场二对一的让分赛挑战，但尽管普里斯特在比赛中占据了大部分优势，但最终还是因为玛丽丝 (Maryse)的干扰而输掉了比赛，这也是他在主力阵容中的第一次失败。 两人的争斗持续进行，最终在 5 月 16 日的WrestleMania Backlash上，The Miz 和 Priest 进行了一场僵尸伐木工比赛（作为 2021 年僵尸电影《活死人军团》的宣传活动的一部分），Priest 获胜。 此后不久，他因背部受伤而休息了一段时间。 
在 10 月 25 日播出的Raw节目中，他以全新改版的角色击败了T-Bar ，当时 T-Bar 在擂台外向 Priest 扔了一把椅子；结果，Priest 恶毒地攻击了 T-Bar，把自己变成了一个中间人。 在 11 月 21 日的“幸存者系列赛”中，Priest 在冠军对冠军的比赛中输给了洲际冠军Shinsuke Nakamura ，原因是他的盟友Rick Boogs多次分散 Priest 的注意力，尽管后者警告前者不要这样做。在另一次分心之后，普里斯特袭击了中村和布格斯，从而因取消资格而输掉了比赛，这是他在主力阵容中第二次失败。 在接下来一集Raw中，他又击败了萨米·扎恩 ，并在接下来的几周内击败了阿波罗·克鲁斯 、罗伯特·鲁德和道夫·齐格勒 ，卫冕成功。
在 10 月 25 日播出的Raw节目中，他以全新改版的角色击败了T-Bar ，当时 T-Bar 在擂台外向 Priest 扔了一把椅子；结果，Priest 恶毒地攻击了 T-Bar，把自己变成了一个中间人。 在 11 月 21 日的“幸存者系列赛”中，Priest 在冠军对冠军的比赛中输给了洲际冠军Shinsuke Nakamura ，原因是他的盟友Rick Boogs多次分散 Priest 的注意力，尽管后者警告前者不要这样做。在另一次分心之后，普里斯特袭击了中村和布格斯，从而因取消资格而输掉了比赛，这是他在主力阵容中第二次失败。 在接下来一集Raw中，他又击败了萨米·扎恩 ，并在接下来的几周内击败了阿波罗·克鲁斯 、罗伯特·鲁德和道夫·齐格勒 ，卫冕成功。
在 2 月 14 日的Raw节目中，他与AJ Styles争夺冠军头衔。 接下来的一周，他与谢尔顿·本杰明（Shelton Benjamin）对阵，但在比赛结束后遭到芬恩·巴洛尔（Finn Bálor ）的挑战。 在 2 月 28 日的Raw节目中，普里斯特将美国冠军头衔输给了巴洛尔，结束了他 191 天的冠军统治。比赛结束后，普里斯特向巴洛尔发起了进攻，这是他自 2020 年 5 月以来第一次完全转变为反派，也是他第一次在主力阵容中转变。 

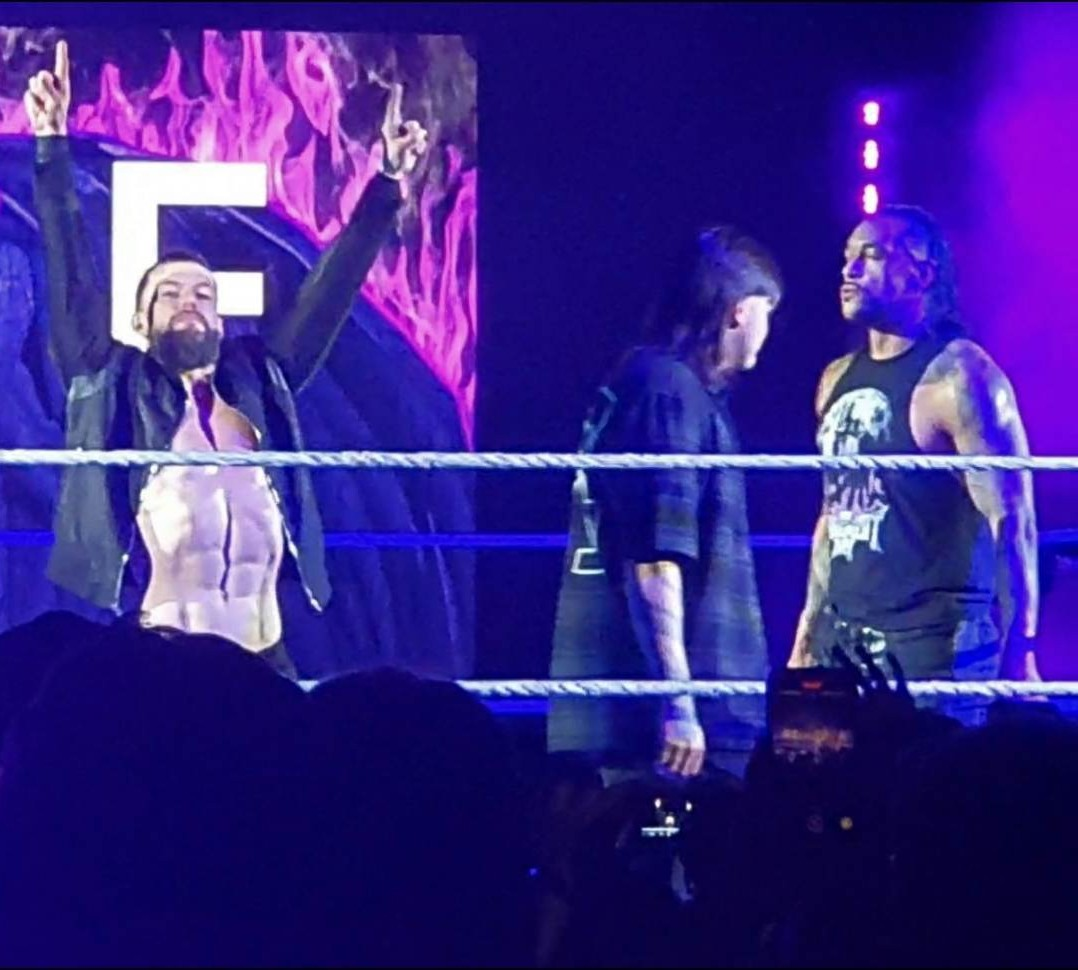
牧师（右）于 2022 年 4 月加入审判日。

4 月 3 日，第 38 届摔跤狂热大赛的第二天，Priest 在 AJ Styles 与Edge 的比赛中分散了 AJ Styles 的注意力，导致 Styles 输掉了比赛。比赛结束后，Edge与Priest一起庆祝胜利，两人结成了联盟。 在 4 月 25 日的Raw节目中，Edge 和 Priest 被称为“审判日” ，之后，Priest 在一场单打比赛中击败了 Bálor。  6 月 5 日，在地狱牢笼 (Hell in a Cell)上，审判日 (The Judgment Day)（Edge、Priest 和Rhea Ripley ）在六人混合双打比赛中击败了 Styles、Finn Bálor 和Liv Morgan 。 第二天晚上的Raw 节目中，Edge 介绍了 Bálor 成为 The Judgment Day 的最新成员。然而，巴洛尔（Bálor）、普里斯特（Priest）和雷普利（Ripley）突然袭击了Edge，把他赶出了马厩。 审判日随后开始与神秘者（雷伊和多米尼克）发生争斗，试图招募多米尼克加入他们的队伍。在 7 月 30 日的夏日狂潮 (SummerSlam)上，Priest 和 Bálor 在 Edge 回归后的干扰下被 Mysterios 击败。 在城堡之战 (Clash at the Castle)中，Priest 和 Bálor 在双打比赛中输给了 Edge 和 Rey Mysterio，Dominik 在其中转而加入了 The Judgment Day，结束了他们两个的职业生涯。   11 月 5 日，在Crown Jewel 举行的六人双打比赛中，在 Ripley 的干扰下，Priest、Bálor 和 Dominik 击败了OC （Styles、 Luke Gallows和Karl Anderson ）。 在 11 月 28 日的Raw节目中，审判日在一场八人混合双打比赛中击败了 OC，结束了他们之间的宿怨。 
在 2023 年 1 月 9 日的Raw节目中，Priest、Bálor 和 Dominik 赢得了一场双打混乱赛，赢得了与The Usos争夺Raw 双打冠军的机会。  1 月 23 日，在Raw is XXX上，尽管吉米·乌索 (Jimmy Uso) 受伤，乌索兄弟仍成功击败普里斯特 (Priest) 和多米尼克 (Dominik) 捍卫冠军头衔，萨米·扎恩 (Sami Zayn) 取代了吉米的位置。 在 1 月 28 日的皇家大战中，Priest 以 22 号选手的身份参加了皇家大战比赛，尽管他和 Balor 被回归的 Edge 淘汰，但他们最终在 Dominik 的帮助下淘汰了 Edge。 在 2 月 6 日的Raw节目中，Priest 击败了Angelo Dawkins ，获得了参加美国冠军淘汰赛的资格。 在 2 月 18 日举行的Elimination Chamber 比赛中，Priest 未能在同名建筑内赢得冠军。 
在摔跤狂热 39之后的Raw节目中，Priest 卷入了 Dominik 与 Priest 的摔跤狂热 37 双打搭档Bad Bunny的对抗。最终，Priest 用锁喉摔将 Bad Bunny 摔在了播音员的桌子上。 坏兔兔在 4 月 24 日的Raw节目中回归，并在Backlash中向 Priest 发起圣胡安街头斗殴挑战。 在Savio Vega和Carlito为 Bad Bunny 进行干扰后，Priest 在 Backlash 中失败。  5 月 7 日，普里斯特与巴洛尔一起被选为 Raw 参赛者，参加新一届世界重量级冠军锦标赛。 然而，普里斯特在 5 月 8 日的Raw节目的四分之一决赛中输给了塞斯·“弗里金”·罗林斯 (Seth “Freakin” Rollins) 。 罗林斯在冠军之夜上成为首任世界重量级冠军。在 6 月 5 日的Raw节目中，普里斯特向罗林斯发起世界重量级冠军挑战，但未获成功。巴洛尔在比赛中干扰了比赛，令普里斯特懊恼的是，因为普里斯特声称他不需要“审判日”就能击败罗林斯。 

#### 合约阶梯冠军和世界重量级冠军（2023 年至今）
在 6 月 12 日播出的Raw节目中，普里斯特击败了马特·里德尔 (Matt Riddle) ，获得了参加男子公文包大赛阶梯赛的资格。 在Money in the Bank 比赛中，Priest 用断箭将LA Knight从梯子上摔下来，从而赢得了比赛。当晚晚些时候，普里斯特出现在巴洛尔和罗林斯之间的世界重量级冠军赛中途。普里斯特的出现分散了巴洛尔的注意力，让罗林斯有机会赢得比赛，这让巴洛尔非常恼火。  9 月 2 日的Payback 比赛中，在 Dominik、Ripley 和JD McDonagh的干扰下，Priest 和 Bálor 击败了Kevin Owens 和 Sami Zayn ，赢得了无可争议的 WWE 双打冠军。普里斯特成为第三位同时赢得冠军和获得合约阶梯冠军的摔跤手，第一位是 2006 年获得洲际冠军的罗伯·范·达姆和 2010 年获得全美冠军的米兹。 在 9 月 25 日的Raw节目中，Priest 和 Bálor 在重赛中击败了 Owens 和 Zayn，保住了他们的冠军头衔。 在《快车道》中，由于JD McDonagh不小心用公文包砸中了 Priest，Priest 和 Bálor 将无可争议的 WWE 双打冠军头衔输给了Cody Rhodes和Jey Uso ，他们的首个双打冠军头衔在 35 天后就结束了。 不过，普里斯特和巴洛尔在 10 月 16 日的Raw节目中进行了一场重赛，重新夺回了冠军头衔。 
p11 月 4 日，在皇冠之珠大赛上，普里斯特试图在塞斯·罗林斯成功卫冕德鲁·麦金泰尔后利用他赚钱，但扎恩阻止了他并抢走了公文包，让他无法正式赚钱。当晚晚些时候，尽管受到巴洛尔 (Bálor)、多米尼克 (Dominik) 和麦克唐纳 (McDonagh) 的干扰，普里斯特 (Priest) 仍输给了罗德斯 (Rhodes)。 在 11 月 13 日的Raw节目中，Priest 同意让 McDonagh 成为 The Judgment Day 的正式成员。当晚晚些时候，在麦金泰尔的干扰下，普里斯特和巴洛尔在重赛中击败了罗德斯和乌索，保住了他们的冠军头衔。 在 11 月 24 日的SmackDown节目中，Priest 和 Bálor 成功击败了The Street Profits （ Angelo Dawkins和Montez Ford饰）捍卫了自己的冠军头衔。 第二天晚上的《幸存者大赛：战争游戏》中，Priest 与 The Judgment Day 一起参加了他的第一场战争游戏比赛，对手包括 Rhodes、Rollins、Uso、Zayn 和回归的Randy Orton ，但最终失败。 在 12 月 18 日的Raw节目中，Priest 和 Bálor 成功击败了Creed 兄弟（ Brutus Creed和Julius Creed ）。 在 2024 年 1 月 27 日的《皇家大战》中，Priest 以第 26 名的成绩进入同名比赛，淘汰了R-Truth ，随后被Sami Zayn淘汰。 在下一集Raw 中， Priest 和 Bálor 击败了DIY （ Johnny Gargano和Tommaso Ciampa ），保住了他们的冠军头衔。  2 月 24 日，在Elimination Chamber: Perth 比赛中，Priest 和 Bálor 成功击败New Catch Republic （ Pete Dunne和Tyler Bate 组成）并卫冕冠军头衔。 在 4 月 6 日举行的WrestleMania XL第一晚的六人双打梯子比赛中，普里斯特和巴洛尔分别将 SmackDown 双打冠军头衔输给了A-Town Down Under （ Austin Theory和Grayson Waller ），将 Raw 双打冠军头衔输给了 The Awesome Truth（ The Miz和 R-Truth），以 173 天的战绩结束了他们第二次无可争议的冠军头衔统治。 
第二天，在摔跤狂热 XL 的第二晚，在CM Punk的攻击下，普里斯特成功兑现了对德鲁麦金泰尔的合约，赢得了世界重量级冠军，成为第二位在摔跤狂热中兑现合约的人，也是自 1971 年佩德罗莫拉莱斯以来第一位波多黎各血统的世界冠军，第二位获得世界冠军 5 月 4 日，在Backlash France 赛事中，Priest 在 Bálor 和 McDonagh 的干扰下（尽管 Bálor 和 McDonagh 要求他们不要干扰）成功卫冕，这是他首次与Jey Uso争夺冠军。 在《擂台之王与擂台后》节目中，WWE首席内容官保罗·“Triple H”·列维斯克宣布，普里斯特将在德鲁·麦金泰尔的祖国——苏格兰城堡之战中，与德鲁·麦金泰尔争夺冠军头衔。 在 6 月 15 日的比赛中，在CM Punk的干扰下，Priest 成功击败 McIntyre 并卫冕冠军头衔。 在接下来 6 月 17 日的Raw节目中，普里斯特向回归的塞斯·罗林斯发起了挑战，要求在Money in the Bank上进行冠军争夺赛，但在接下来一周的Raw 节目中，比赛增加了一项规定：如果罗林斯输了，那么只要普里斯特还持有冠军头衔，他就无法向他挑战。但如果牧师输了，他将被迫离开审判日。  在 7 月 6 日的比赛中，普里斯特成功击败了罗林斯和麦金泰尔，卫冕成功，麦金泰尔在比赛中兑现了新赢得的合约公文包，但遭到了朋克的袭击。随后普里斯特压制了麦金泰尔，保住了他的冠军头衔。 2024 年 7 月 13 日，在墨西哥城的 WWE 超级秀夏季巡回赛上，Priest 成功击败Jey Uso卫冕冠军头衔。比赛结束后，他为了表示对杰伊的尊重，将他扶了起来，并在过程中调侃了他一下。 

## 职业摔跤的风格和个性
马丁内斯以低沉的嗓音而闻名，这有助于他在宣传片中保持威胁性、黑暗的角色，例如在《荣誉之戒》中饰演惩罚马丁内斯。   在WWE中，“达米安·普里斯特”之前曾打算扮演一个与马丁内斯在其他节目中扮演的角色相似的、但更加黑暗、更加激烈的角色， 然而，他的角色逐渐演变并发展出了一种更具大男子主义、更像摇滚明星的态度，追求更多的名声、认可和成功，而通过经常在后台与他一起出现在酒吧、派对和女人的场景，这一角色得到了进一步的强调。因此，他被称为“臭名昭著的弓箭手”。    
在 2021 年 10 月 25 日的Raw节目中，Priest 首次亮相了一个新角色，该角色性格更加冷静沉着，但也有黑暗凶猛的一面，被描述为“他内心的达米安”，在受到挑衅或不尊重时就会显现出来。  在 2022 年初马丁内斯转为反派后，这个角色就不再出现了，随后在第 38 届摔跤狂热大赛之后，成为了审判日的一部分。
他的摔跤风格涉及各种力量动作以及高空动作，他的打击方式深受其武术背景的影响。 他使用了Razor's Edge （一种十字架炸弹摔，继承自他儿时的摔跤偶像Razor Ramon ）   ，以及一种被称为Broken Arrow的释放式过肩摔。他之前的终结技是被称为“清算”的滚动切割技。在主力阵容中首次亮相后，该队自2021 年皇家大战起更名为Hit The Lights ，可能是因为该队与Retribution 队成员Mia Yim （当时也称为“Reckoning”）同名。 该名称于 2021 年 7 月 26 日的 Raw 剧集中更名为The Reckoning 。  Priest 现在主要使用一种名为“South of Heaven”的坐式锁喉摔作为终结技，这种技最初是在他与ROH合作时使用的，自从 2022 年加入 The Judgment Day 以来，他就经常使用它。   

## 个人生活
马丁内斯是一位喜爱旋律的歌手，深受摇滚和重金属的影响。 他和他的家人认识并与各种音乐乐队和名人互动，例如Bad Bunny 、 Dee Snider和Eddie Ojeda 。  
马丁内斯也是一名徒手格斗武器的狂热粉丝和收藏家。 
马丁内斯表示，佩德罗·莫拉莱斯斯科特·霍尔和送葬者 (Undertaker)是他摔跤运动的灵感来源。 他和摔跤手Keith Lee 、 Matt Riddle和Rhea Ripley都是好朋友。   

## 冠军和成就kk
- 基斯通职业摔跤

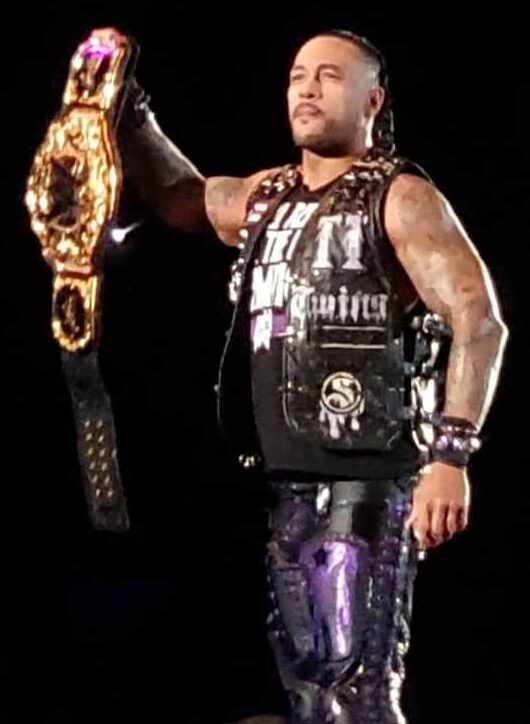
牧师现在是世界重量级冠军

  - KPW 双打冠军 (1次) – 与Matthew Riddle [142]
- 怪物工厂职业摔跤
  - MFPW重量级冠军 (3次) [143]
  - MFPW 双打冠军 (2 次) [144] – 与 Brolly (1) 和QT Marshall (1)
  - MFPW邀请杯（2016） [145]
- 纽约邮报
  - 年度派系（2023 年）as part of The Judgment Day[146]
- 职业摔跤画报
  - 年度派系（2023 年）as part of The Judgment Day
  - 2023 年PWI 500前 500 名单打摔跤手中排名第 71 位[147]
- 荣誉擂台赛
  - ROH世界电视锦标赛( 1次) [148]
  - 适者生存（ 2017 ） [149] [150]
- 摔跤观察家通讯
  - 年度最差比赛（2021 年）vs. The Miz at WrestleMania Backlash [151]
- 世界摔角联盟
  - 世界重量级冠军( 1次，至今) [152]
  - WWE 美国冠军( 1次) [153] [154]
  - WWE Raw 双打冠军( 2 次) – 与Finn Bálor [155]
  - WWE SmackDown 双打冠军( 2 次) – 与 Finn Bálor [156]
  - NXT北美冠军（ 1次） [157]
  - 男人银行里的钱（ 2023 ）
  - 斯莱米奖（1次）
    - 年度派系 ( 2024 ) – 作为审判日的一员